# اودو هورسمن
اودو هورسمن (انگلیسی: Udo Horsmann؛ زادهٔ ۳۰ مارس ۱۹۵۲) بازیکن فوتبال اهل آلمان است.
از باشگاه‌هایی که در آن بازی کرده‌است می‌توان به باشگاه فوتبال نورنبرگ، باشگاه فوتبال رن، باشگاه فوتبال بایرن مونیخ، و باشگاه فوتبال مونیخ ۱۸۶۰ اشاره کرد.